# Nocher-Route
Nocher-Route (lb. Nacher Strooss, niem. Nocherstrasse) – wieś (Uertschaft) w północno-zachodnim Luksemburgu, w kantonie Wiltz, część miejscowości leży w gminie Goesdorf, a pozostała w gminie Wiltz. Do 3 października 2015 miejscowość leżała w dystrykcie Diekirch. Liczy 190 mieszkańców (31 grudnia 2022).